# Spoorwegen in Griekenland

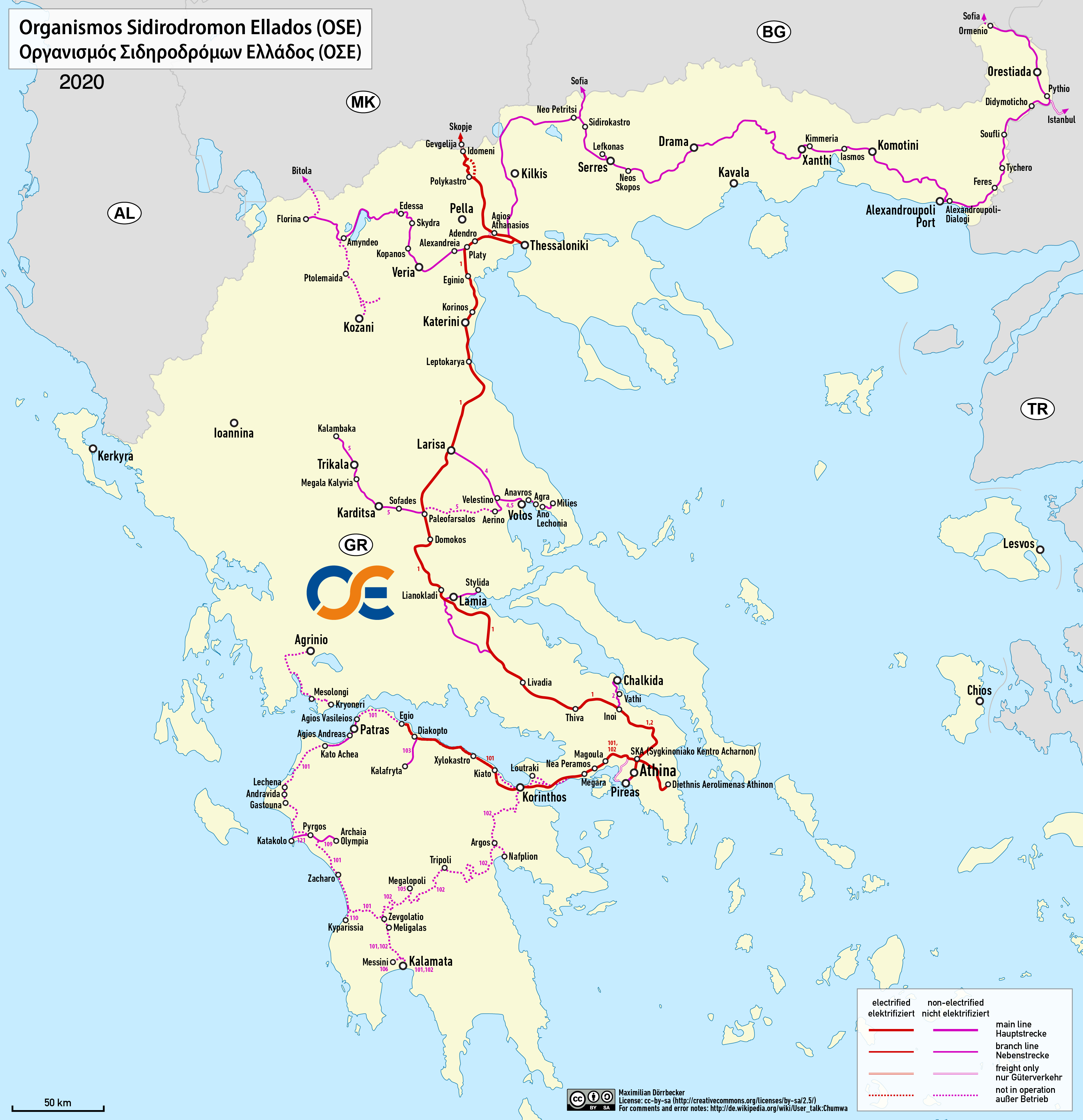
Kaart van het Griekse spoorwegnet.

In dit artikel wordt een overzicht gegeven van de Spoorwegen in Griekenland.
De Organismós Sidirodrómon Elládos (ΟΣΕ, Οργανισμός Σιδηροδρόμων Ελλάδος, Helleense Spoorwegorganisatie; voorheen internationale Chemins de fer Hellénique, CH) is sinds 1971 het staatsspoorwegbedrijf in Griekenland.
Het hoofdkantoor van de OSE is gevestigd in Athene.

## Geschiedenis

### Begin

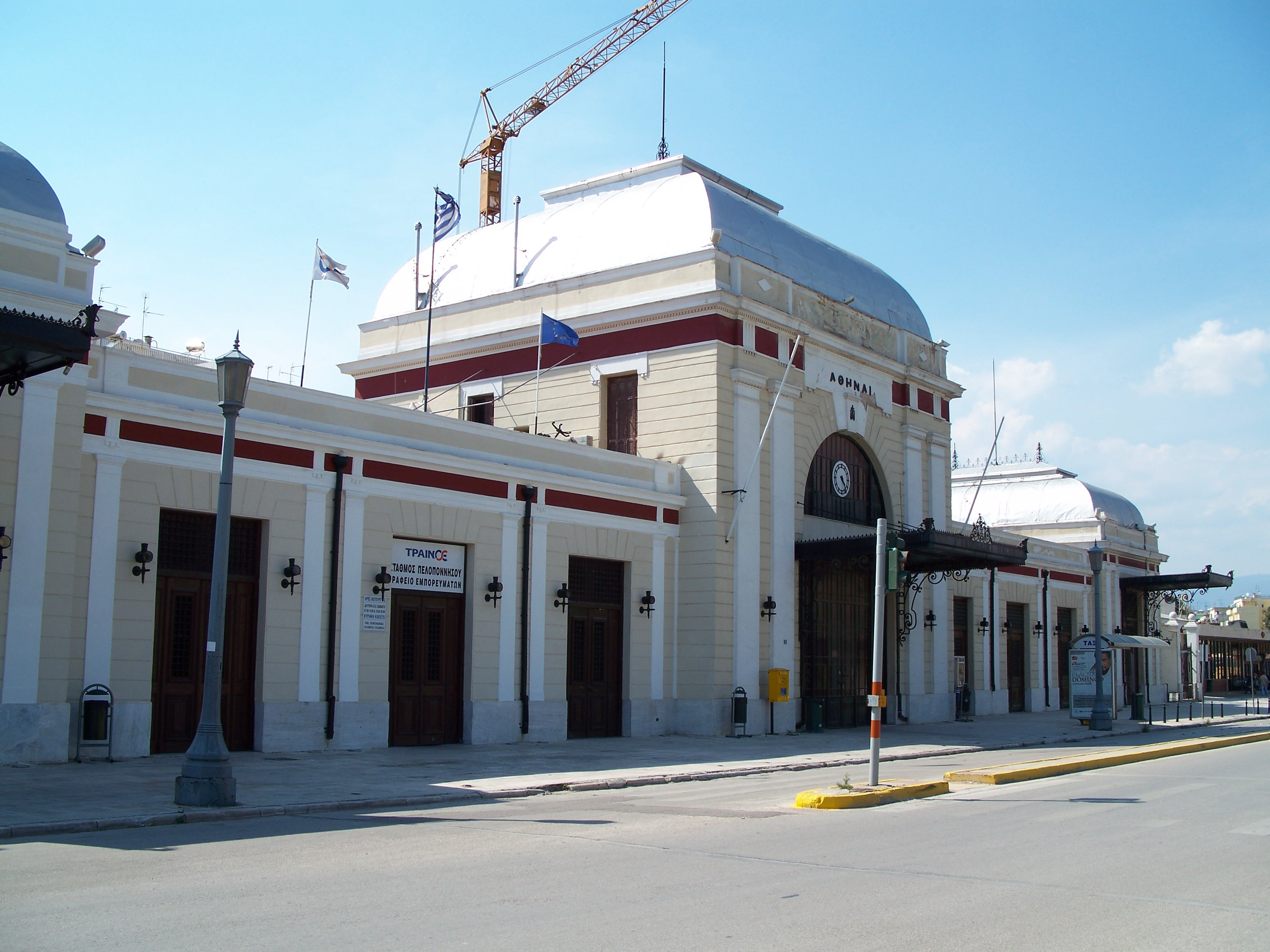
het Peloponnesische Station in Athene, enkele dagen voor de sluiting in 2005.

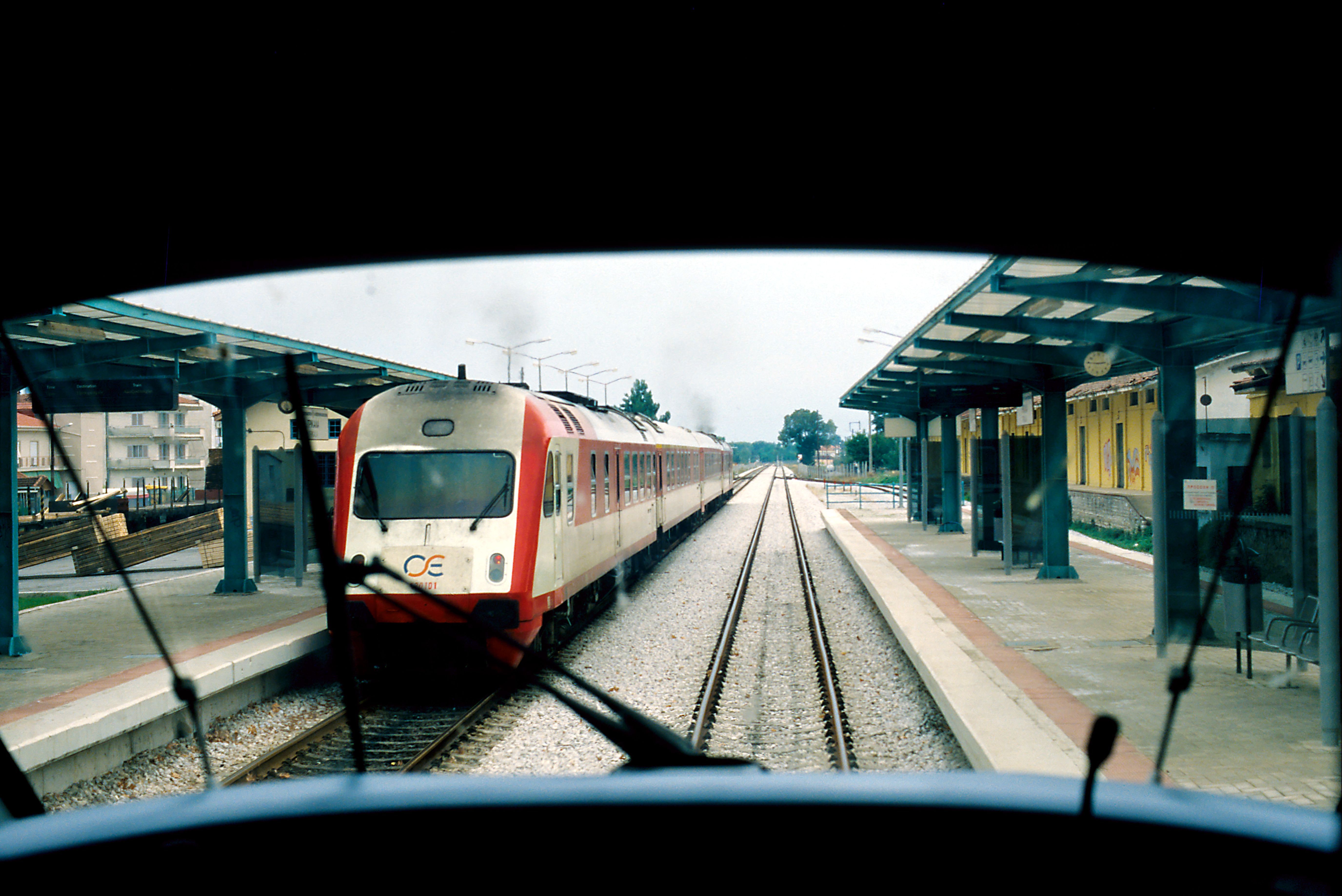
IC-Dieselmotorwagen van de serie 520, gebouwd in Duitsland.

In 1920 werden de meeste spoorwegmaatschappijen die in Griekenland actief waren, samengevoegd tot de nieuw opgerichte staatsspoorwegmaatschappij Sidirodromoi Ellinikou Kratos (SEK) (Griekse staatsspoorwegen, voorheen ook: internationale Chemins de Fer de l'État Hellénique - CEH).
Door de bezetting van Griekenland door Duitsland, Italië en Bulgarije tijdens de Tweede Wereldoorlog werden 93% van de locomotieven, 98% van de personenauto's, 84% van de goederenwagens en andere spoorweginfrastructuur zoals bruggen en tunnels vernield.
De architect Konstantinos Doxiadis vatte de verliezen van het Griekse spoorwegnet samen in zijn bloemlezing "De Griekse slachtoffers van de Tweede Wereldoorlog". Alle 29 bruggen langer dan 40 m die voor de oorlog bestonden, werden tijdens de bezetting vernield. Daarnaast werden 55 bruggen tussen de 10 en 40 meter lang vernield.
De OSE werd vervolgens in 1971 opgericht als de opvolger van de SEK.
In 1975 werd de spoorlijn Piraeus – Athene – Kifissia, tot dan toe een particuliere spoorlijn, overgenomen door de OSE. Met de overname werd de route verlieslijdend, terwijl voorheen reguliere dividenden werden uitgekeerd aan de aandeelhouders van de werkmaatschappij.
In 1977 had het Griekse spoorwegnet een lengte van 2.502 km. Hiervan waren 1.565 kilometer uitgevoerd in normaalspoor, 915 kilometer in meterspoor en 22 kilometer in smalspoor (600 mm, Pelionspoorweg). In verhouding tot zijn oppervlakte had Griekenland een zeer lage dichtheid aan spoorwegen van slechts één kilometer lengte op een oppervlakte van 52,75 km². Ook hadden slechts drie lijngedeelten dubbelspoor: Piraeus – Athene – Kifisia (22 km), Athene – Inoi of Oinoi (61 km) en Thessaloniki – Platy (38 km).
Met uitzondering van de geëlektrificeerde spoorlijn Piraeus – Athene – Kifisia was er alleen dieseltractie. Stoomlocomotieven werden zelfs nog gebruikt voor goederenvervoer. Tegelijkertijd werd de meterspoorlijn Kryoneri – Agrinio (Aetolia – Acarnania) stilgelegd en werd de lijn Volos – Milies (Magnisia) teruggebracht tot incidentele museumspoorwegexploitatie. Er waren toen internationale reizigersvervoerverbindingen naar Turkije, via Joegoslavië naar Midden-Europa en via Bulgarije en Roemenië naar de Sovjet-Unie.
In de jaren zeventig was het spoor echter nog een belangrijk vervoermiddel voor reizen naar Midden-Europa. De Hellas Express verbond Athene met Dortmund en ook de Acropolis Express reed van Athene naar München. Met de komst van goedkopere vliegverbindingen en de Joegoslavische oorlog nam het belang van deze treinverbindingen snel af. Sinds 1993 is er geen directe verbinding met Duitsland meer.
Daarnaast groeide de concurrentie van het vliegverkeer. Inmiddels waren er weer de verbindingen D 401 Thessaloniki – Wenen Zuid en D 460 Boedapest – Thessaloniki. Ook de route Thessaloniki – Istanboel, waarop eenvoudige treinen en de comfortabele Dostluk/Filia Express, aan belang wonnen (IC90/IC91) bediend. De parallelle busverbinding was iets goedkoper, maar bood geen slaapruimte.

### Sinds 1990

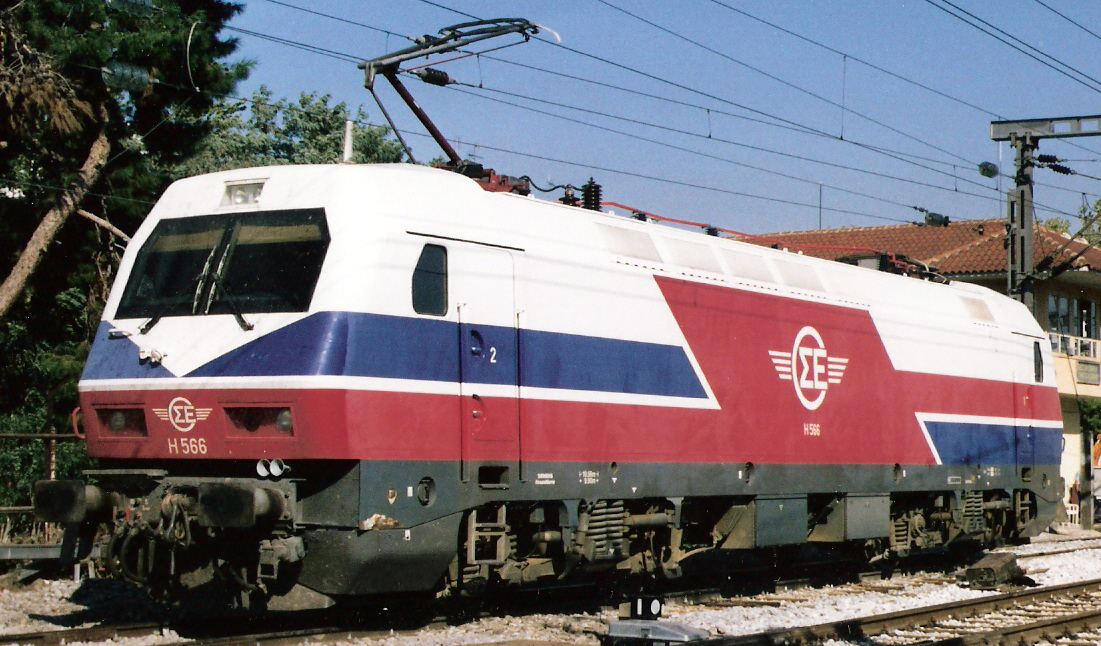
De elektrische locomotieven van het type HellasSprinter zijn afgeleid van de Siemens EuroSprinter.

In tegenstelling tot andere Europese landen speelde het spoor in Griekenland lange tijd een beperkte rol als transportmiddel. Daar waren twee redenen voor: enerzijds wordt de topografie van het Griekse vasteland gekenmerkt door bergen. De aanleg van spoorlijnen vereist hier aanzienlijke investeringen. Aan de andere kant liggen veel belangrijke centra, vooral voor het toerisme, op de eilanden.
De ambitieuze plannen om de delen van het land die voorheen niet door spoorwegen werden ontsloten, met name in het westen van het land, met elkaar te verbinden, zijn nog niet uitgevoerd. Na 1990 concentreerde de planning zich op de lange-afstandsroute Korinthe – Athene – Thessaloniki en op het treinverkeer in de twee grootste stedelijke gebieden van het land. De belangrijkste moderniseringsmaatregelen waren onder meer de elektrificatie van het spoor, de voorstadsspoorlijn van Athene, de wijziging van de spoorwijdte van smalspoor naar normaalspoor en de verhoging van de topsnelheid tot 200 km/u.
In februari 2011 werden alle resterende internationale verbindingen (een paar reizigerstreinen van Thessaloniki naar Istanbul, een paar treinen naar Skopje en drie paar treinen naar Sofia, waaronder één naar Boekarest) om economische redenen tot nader order opgeschort. Op 12 mei 2014 werden de geregelde reizigersdiensten hervat met een groep doorgaande touringcars van Thessaloniki naar Sofia en een paar treinen van Thessaloniki naar Belgrado via Skopje.

### Uitbreidingsplannen

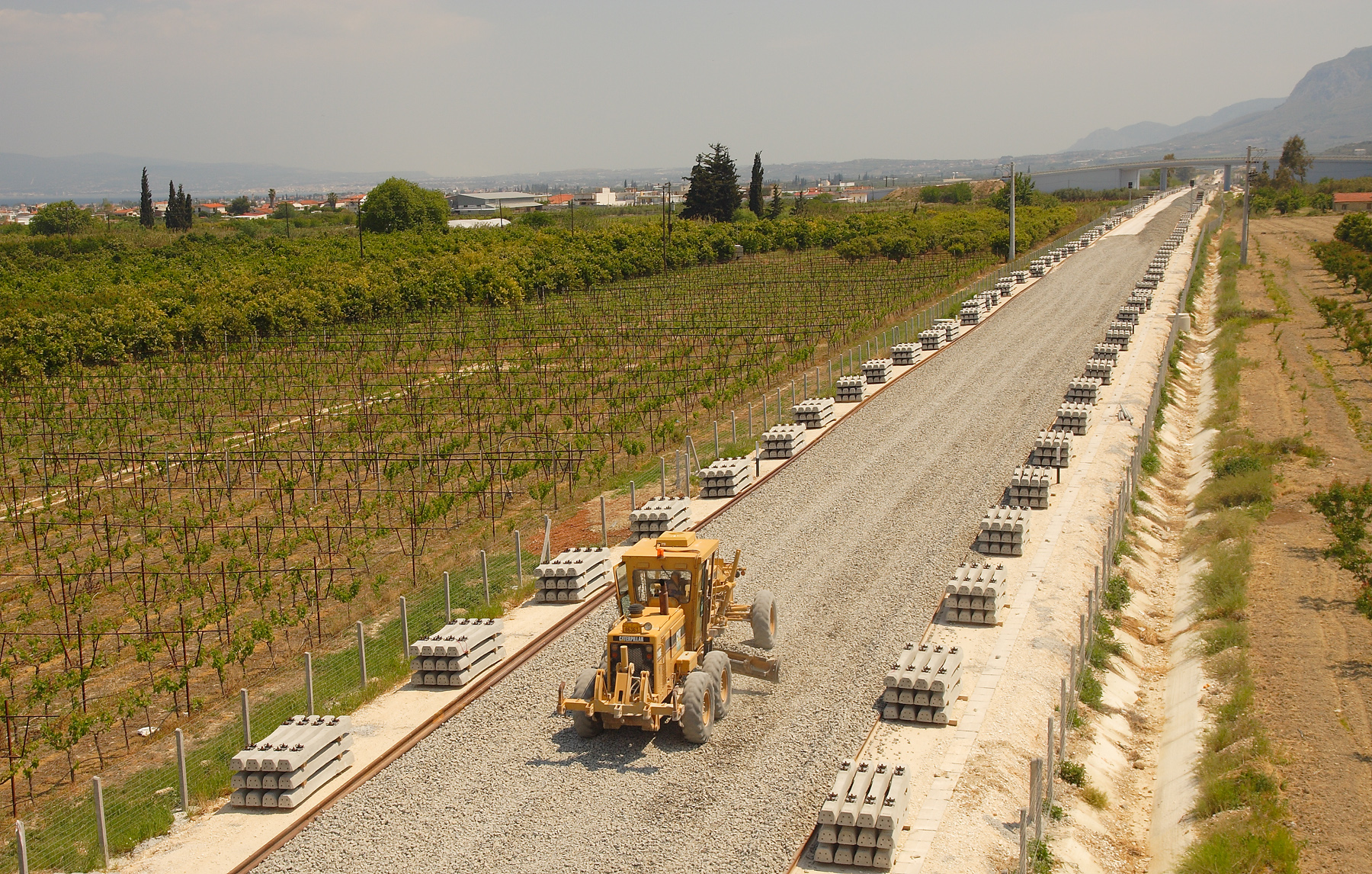
Nieuwbouw van de normaalspoorlijn Korinthe – Patras nabij Vrachati.

De intensieve uitbreiding van de voorstadsspoorwegen rond Athene heeft de spoorlijn naast de metro tot een steunpilaar van het openbaar vervoer in Athene gemaakt. Belangrijke lange-afstandsroutes, zoals Korinthe – Patras en Athene – Thessaloniki worden uitgebreid. De uitbreiding van de PATHE-as (Patras – Athene – Thessaloniki – Idomeni) zou tegen het einde van het decennium voltooid moeten zijn; de zou moet dan over de hele lengte dubbelsporig geëlektrificeerd zijn en geschikt voor een snelheid van 200 km/u.
De elektrische dienst tussen Athene en Thessaloniki startte op 20 mei 2019, de snelste verbinding is nu bijna 4 uur over ongeveer 500 km, voorheen was het 5:30 uur. De lijn naar Patras vervangt de vroegere meterspoorlijn, die sinds 2011 is gesloten met uitzondering van een kort gedeelte voor het verkeer in de buitenwijken van Patras. De route naar Egio is in gebruik sinds juni 2020. Voltooiing tegen 2023 werd aangekondigd voor het resterende deel naar Patras, maar een definitieve route in het stadsgebied van Patras is nog niet bepaald.
Aan de andere kant laat de aansluiting van Noordwest-Griekenland op het spoorwegnet nog lang op zich wachten, vooral omdat de kosten-batenverhouding erg slecht is (vanwege de bergachtige topografie en de schaarse bevolking) en is het project meer van een symbolisch karakter.

### Gedeeltelijke privatisering
Om een gedeeltelijke privatisering van OSE mogelijk te maken, werd in 2013 de transportsector afgesplitst van OSE als dochteronderneming - aanvankelijk alleen wettelijk - als een onafhankelijke spoorwegmaatschappij en kreeg de naam TrainOSE. Op 18 januari 2017 werd TrainOSE voor 45 miljoen euro verkocht aan de Italiaanse staatsspoorwegen Ferrovie dello Stato Italiane (FS). De eigendomsoverdracht vond plaats op 14 september 2017. Reizigers- en vrachtvervoer wordt uitgevoerd door TrainOSE. Het spoorwegmaterieel bleef buiten de privatisering. Er is een apart bedrijf opgericht dat eigenaar is van de 1.160 spoorvoertuigen en dit is niet geprivatiseerd. Als gevolg van de overgang van TrainOSE naar de FS worden sinds 15 mei 2022 gerenoveerde, voormalige Italiaanse elektrische treinstellen met kanteltechnologie van de ETR 470-serie gebruikt tussen Athene en Thessaloniki in hoogwaardig snelverkeer.

### Spoorwegongeval bij Larissa
Het spoorwegongeval bij Larissa vond plaats op 28 februari 2023 op de spoorlijn Athene – Thessaloniki. Ten minste 38 mensen kwamen om en 25 raakten ernstig gewond bij het ernstigste spoorwegongeval in de Griekse geschiedenis. De reizigerstrein kwam in botsing met een tegemoetkomende goederentrein.

## Spoorwegnetwerk

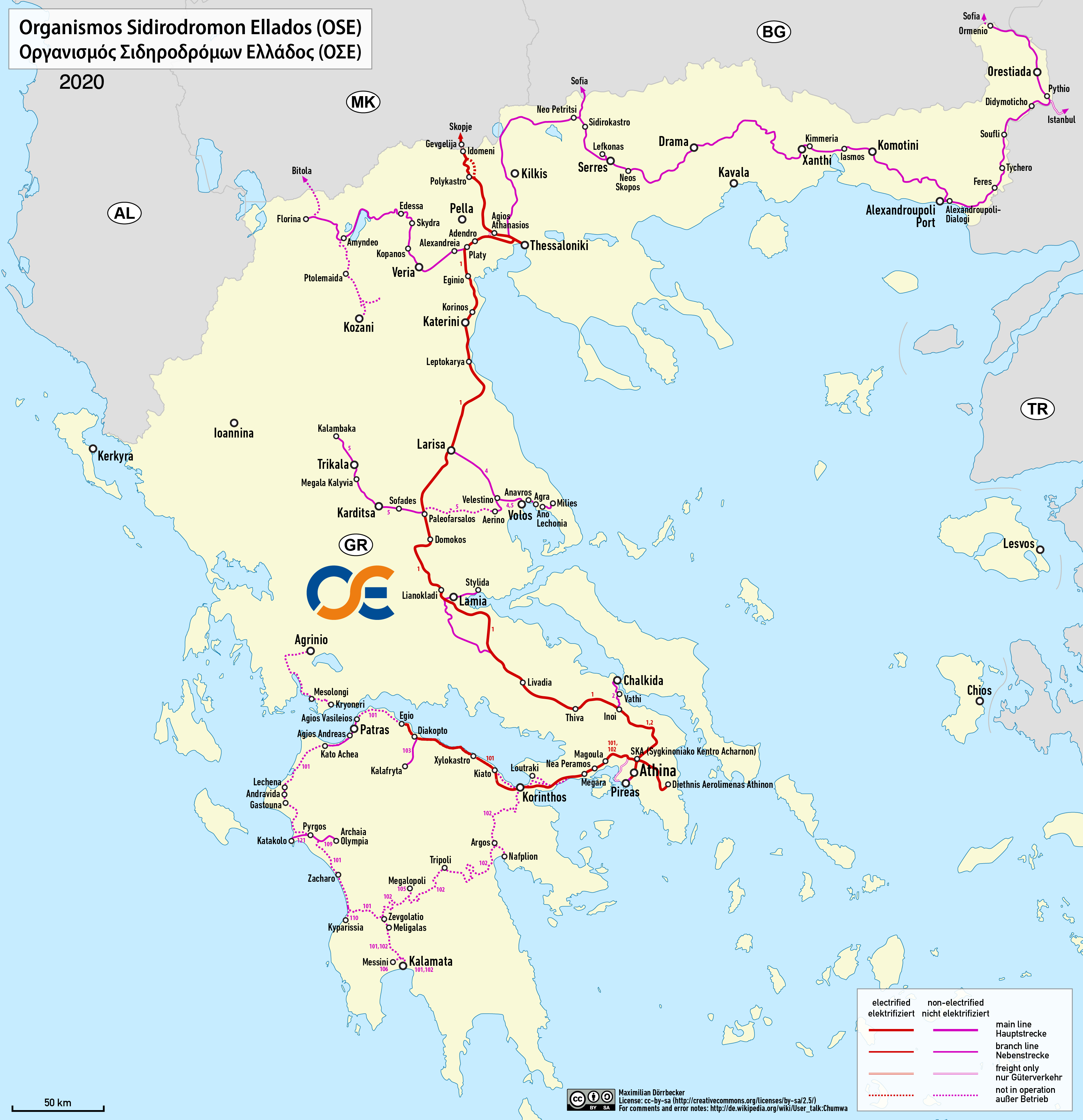
Kaart van het Griekse spoorwegnet.

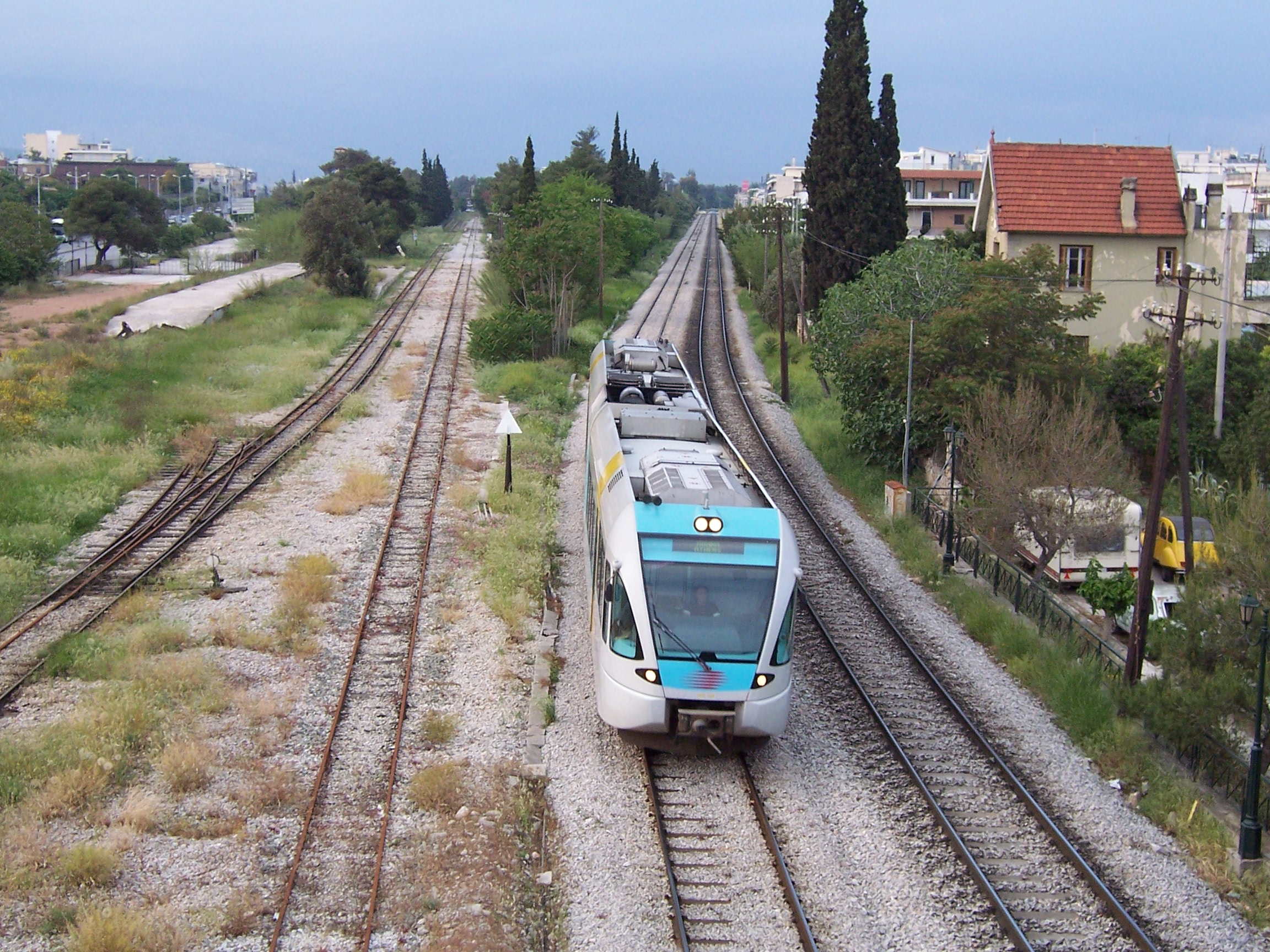
De spoorlijnen bij Agii Anarjiri aan de noordkant van Athene. Links de oude meterspoorlijn in der richting van Korinthe, rechts de normaalspoorlijn naar het nieuwe hoofdstation SKA in Athene.

Het spoorwegnetwerk van de OSE omvat de Peloponnesos, Centraal-Griekenland, Macedonië en West-Thracië. Er zijn geen spoorlijnen op de Griekse eilanden.
Slechts twee delen van het meterspoornet zijn nog in gebruik in de Peloponnesos: de voorstadslijn van Patras-tussen Agios Vasileios en Agios Andreas, en de verbinding Katakolo – Olympia. De meterspoorlijn Piraeus – Athene – Korinthe werd in 2005 vervangen door een nieuwe normaalspoorlijn over een nieuwe route, die in 2007 werd uitgebreid naar Kiato en in 2020 naar Rhododaphni. Het overgrote deel van het Griekse spoorwegnetwerk is tegenwoordig normaalspoor.

### Normaalspoor
- De spoorlijn Piraeus – Thessaloniki, de Griekse Magistrale, is sinds de jaren negentig opgewaardeerd tot een moderne lijn voor lange-afstandsverkeer. Er werd een tweede spoor aangelegd, de lijn wordt geëlektrificeerd en uitgerust met de nieuwste veiligheidstechnologie. Voordien kwam de technische uitrusting op lange trajecten overeen met een nevenlijn. In verschillende secties, vooral in Thessalië, werd de bochtige spoorlijn volledig door een nieuw tracé vervangen. De route door de Tempe-vallei werd vervangen door een tunnel. De bergovergangen tussen Domokos en Lianokladi en Lianokladi en Tithorea zijn in februari 2018 in gebruik genomen.

- De spoorlijn Thessaloniki – Idomeni is een voortzetting van deze Griekse hoofdlijn en voert naar het buurland Noord-Macedonië en verder naar Servië en Midden-Europa. De lijn werd geopend in 1872, als onderdeel van de Ottomaanse spoorlijn naar Mitrovica in Kosovo. Na 1990 werd de lijn geëlektrificeerd als het eerste deel van de hoofdverbinding Idomeni – Thessaloniki – Athene. Sinds september 2005 wordt dit traject voornamelijk bereden door treinen getrokken door elektrische locomotieven. Het reizigersvervoer is nu echter beperkt tot één trein in elke richting - en alleen in het zomerseizoen (sinds 2020).

- De spoorlijn Thessaloniki – Alexandroupoli is de oost-westspoorlijn in Noord-Griekenland. De route dateert uit de Ottomaanse tijd. De plannen voor een grondige modernisering zijn nogal vaag. Alleen het gedeelte tussen Thessaloniki en het grensstation Promachonas met Bulgarije werd in de jaren negentig met hulp van de EU gemoderniseerd, aangezien dit de enige spoorverbinding was tussen Centraal-Europa en Griekenland die het voormalige Joegoslavië, waar toen burgeroorlogen waren, kon omzeilen.
  - Aftakkend van de bovengenoemde lijn, was er een lijn Nea Zihini – Amfipoli Limani die inmiddels is gesloten.

- Ten oosten van de lijn Thessaloniki – Alexandroupoli ligt de spoorlijn Alexandroupoli – Pythio, die aansluiting geeft op het Turkse spoorwegnet. Het grensoverschrijdende traject is echter niet meer in gebruik (sinds 2020).

- Ten noorden hiervan ligt het Griekse deel van de spoorlijn İstanbul Sirkeci – Swilengrad, de tweede Griekse grensovergang naar Bulgarije. Doordat de grens met Turkije na de Eerste Wereldoorlog meerdere keren de oorspronkelijke route overschreed, is er aan beide kanten een complexe geschiedenis van grensverkeer en routeconversie. Tegenwoordig rijdt er één reizigerstrein per dag tussen Alexandroupoli en het Griekse grensstation Ormenio (sinds 2020).

- De spoorlijn Paleofarsalos – Kalambaka werd tussen 1884 en 1886 aangelegd door de Thessalische Spoorwegen in meterspoor, in 2001 omgezet in normaalspoor en uitgebreid omgeleid. De stations van Paleofarsalos, Karditsa, Trikala en Kalambaka, evenals de laatste kilometers voor Kalambaka, bleven op hun oude locaties, waarbij de hoogbouw op grote schaal werd gebruikt. Ter voorbereiding op een eventuele uitbreiding naar Ioánnina en Igumenítsa werd een zware bovenbouw geplaatst met UIC 60-rails. Het is echter onduidelijk wanneer de verdere aanleg naar het westen, die in de geschiedenis van de Griekse spoorwegen al meerdere keren is gepland, zal worden uitgevoerd.

- De spoorlijn Larisa – Volos werd tussen 1884 en 1886 in gebruik genomen door de Thessalische Spoorwegen. In 1960 werd de lijn verbouwd naar normaalspoor en werd Volos met een geringe helling aangesloten op de hoofdlijn Athene – Thessaloniki. Bij het station van Velestino ontmoet het de in onbruik geraakte meterspoorlijn van Paleofarsalos.

- De route (Thessaloniki –) Platy – Florina takt in Platy af van de hoofdlijn Thessaloniki – Athene. Deze maakt grotendeels deel uit van de historische route van Thessaloniki naar Bitola, Noord-Macedonië, (toen: Saloniki – Monastir). De route werd in 1894 in gebruik genomen door de Chemins de fer Orientaux (CO) en bevindt zich nog steeds in het Ottomaanse rijk. In 1931 werd een aftakking van 5,5 kilometer aangelegd van Armenochori (tegenwoordig: Mesonisi) naar Florina, die vandaag het einde van de lijn markeert. De route werd van 2002 tot 2007 onderbroken vanuit Edessa in westelijke richting voor vernieuwingswerkzaamheden.

- De route Mesonisi – Neos Kafkasos (– Noord-Macedonië) maakt ook deel uit van de historische route van Thessaloniki naar Monastir. Het grensoverschrijdende verkeer op de voormalige hoofdlijn werd begin jaren negentig stopgezet in verband met de problematische betrekkingen tussen Griekenland en Noord-Macedonië (geschil over de naam Macedonië).Het grensstation Neos Kafkasos werd een tijdlang nog bediend door binnenlands verkeer. Vandaag is de route volledig afgesloten, al is hij ondertussen wel vernieuwd.

- De spoorlijn Amindeo – Kozani werd voornamelijk gebruikt voor vervoer van de bruinkoolmijnen. Hier vindt alleen goederenverkeer plaats. Door de uitbreiding van de bruinkooldagbouw wordt deze route nu kort na Ptolemaida onderbroken.

- De spoorlijn Athene – Patras is een dubbelsporige nieuwe lijn die voor hoge snelheden onafhankelijk van de oude meterspoorlijn wordt aangelegd. De stations zijn daarom meestal minder gunstig voor de nederzettingen dan die van de oude meterspoorlijn. Het westelijk deel van de route is nog in aanbouw. Sinds 2020 wordt het gebruikt tot aan Egio (Aegion).[7]

- Met de opening van de nieuwe routes naar de luchthaven van Athene in 2003, werden de voorstedelijke spoorlijnen afgesplitst in het grotendeels zelfvoorzienende bedrijf Proastiakos, dat vervolgens op zijn beurt werd opgenomen in de spoorwegmaatschappij Trainose. Naast de langeafstandsroutes exploiteert deze nu ook de routes van Kiato naar de luchthaven van Athene, van Piraeus naar Ano Liosia en de in 2007 gebouwde Thessaloniki voorstedelijke spoorlijn van Thessaloniki naar Larisa.

### Meterspoor

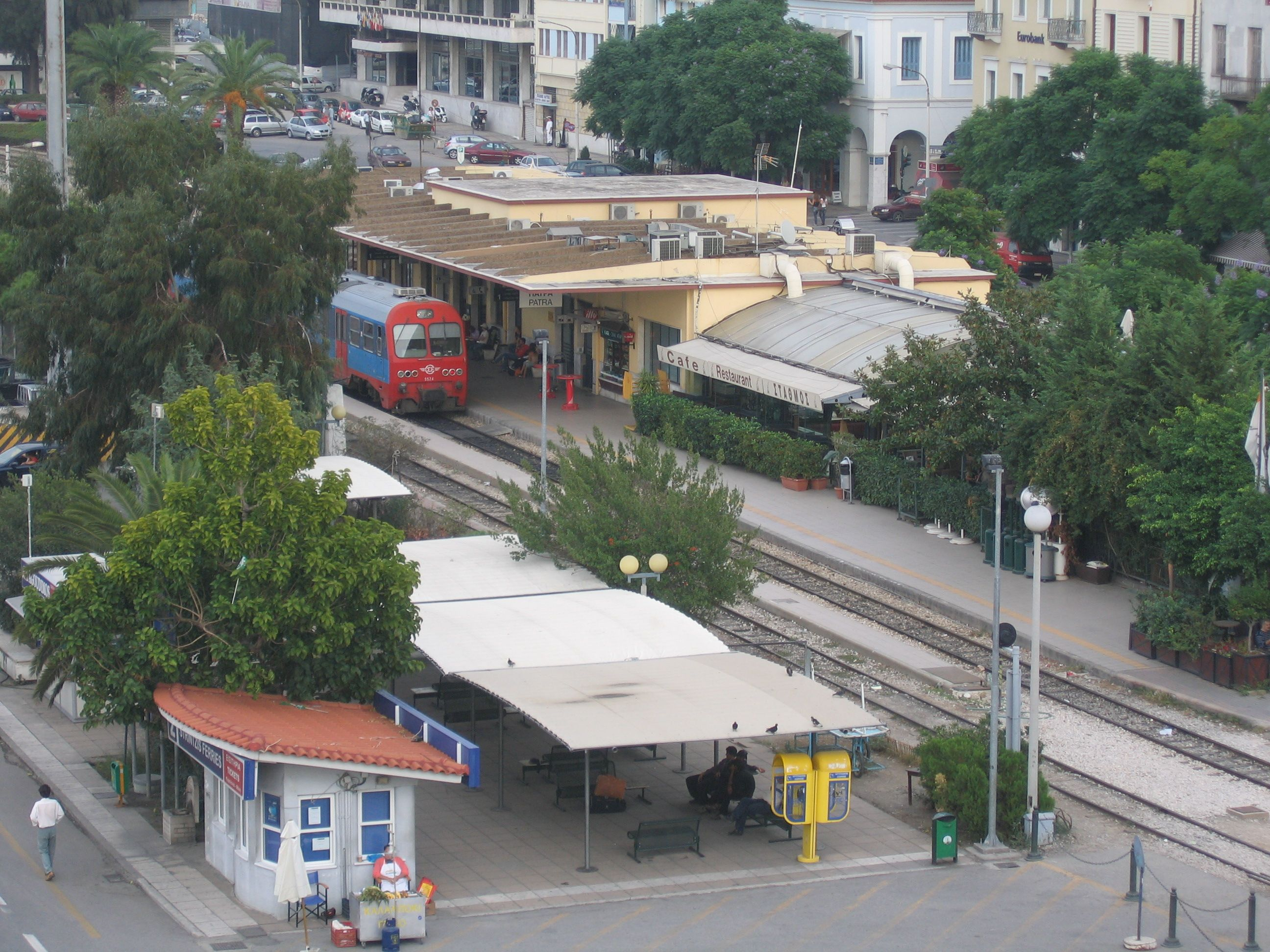
Station Patras

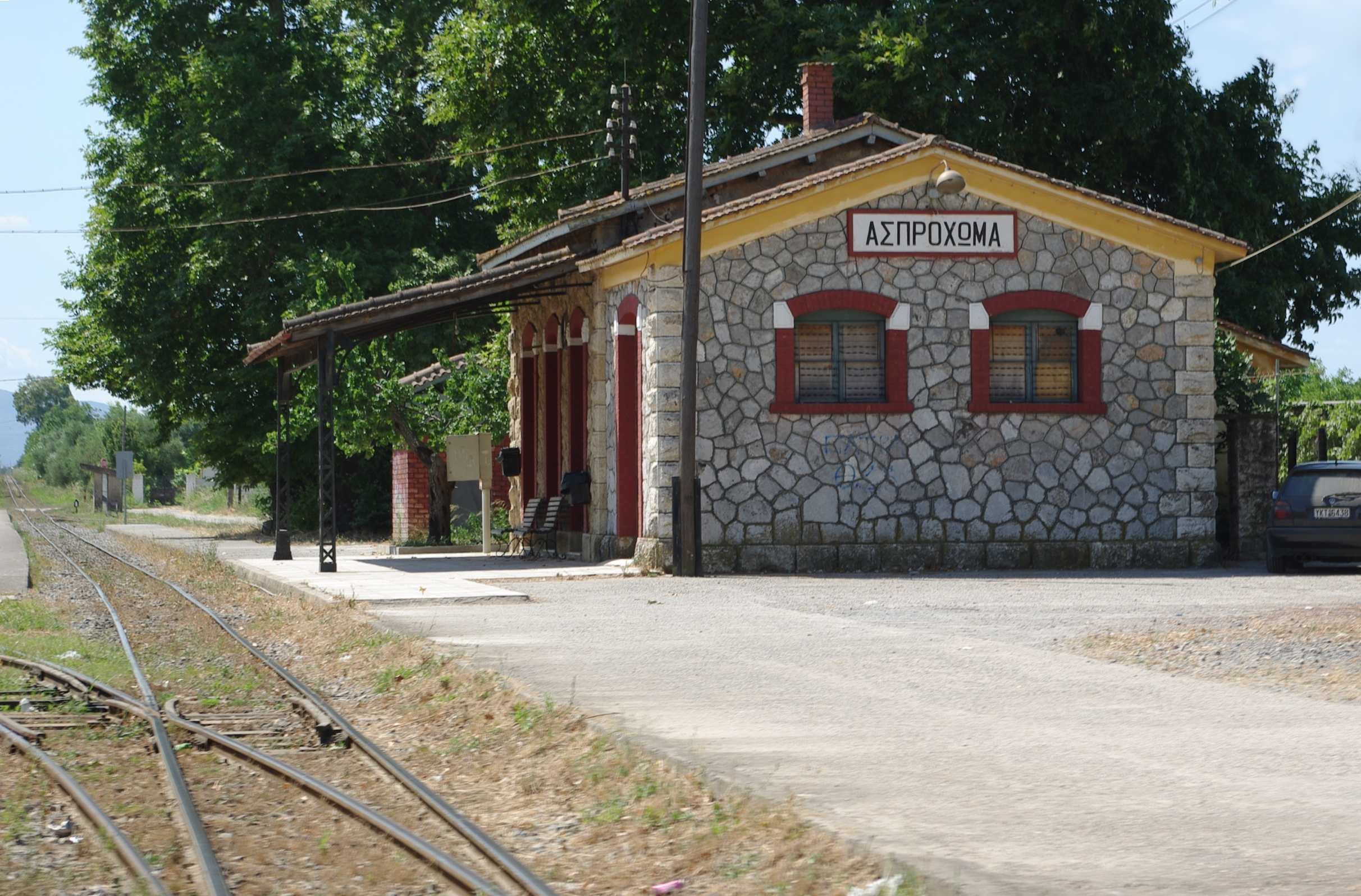
Station Asprochoma

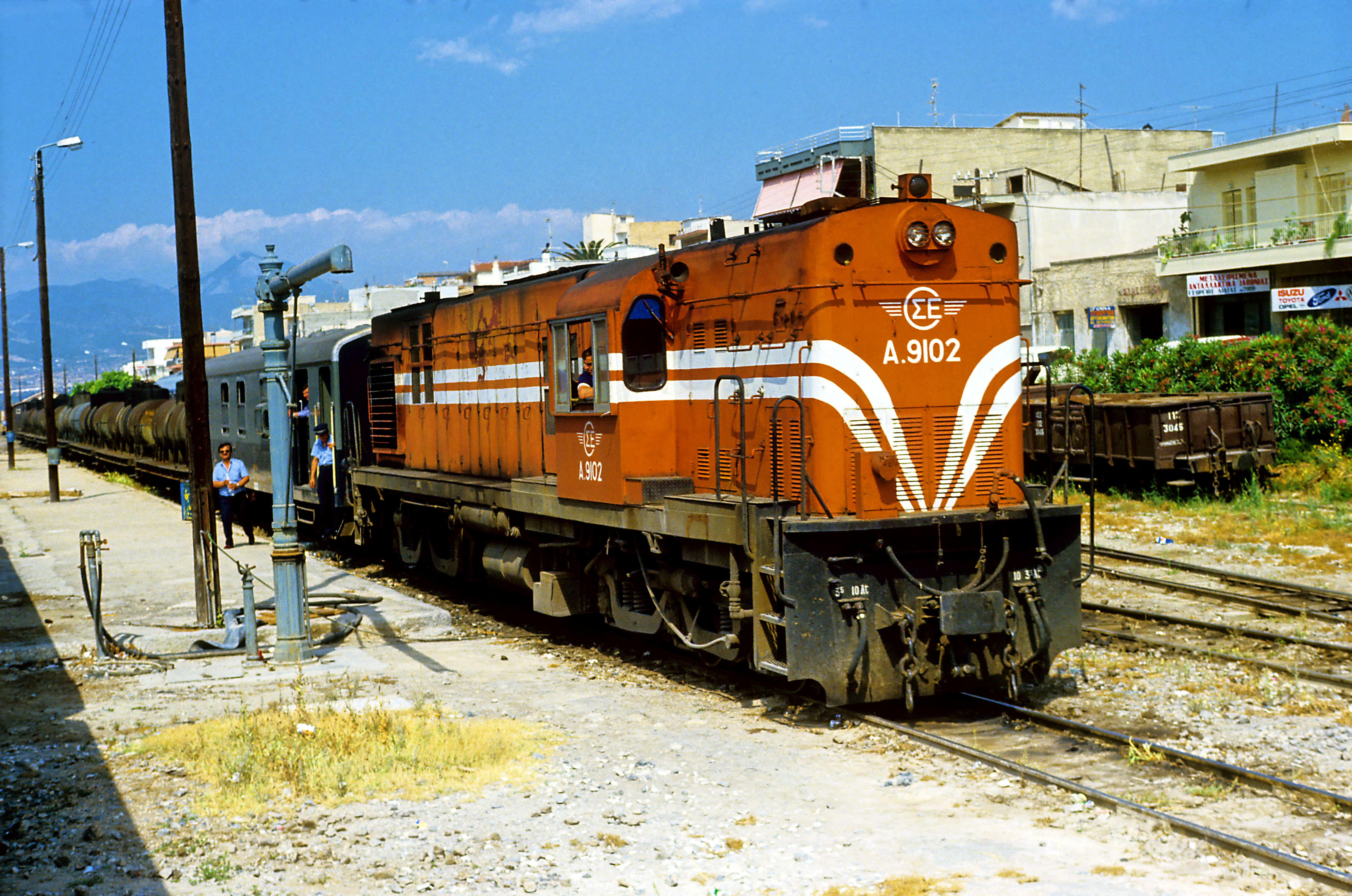
Dieselelektrische ALCO-Lokomotief van Peloponnes-spoorlijn in het oude station van Korinthe.

Het overgrote deel van het Griekse meterspoornetwerk bevond zich in de Peloponnesos. Het werd vanaf het einde van de 19e eeuw gebouwd door de Sidirodromi Pireos – Athino – Peloponnessou (SPAP). Het netwerk bestond uit de routes die sinds 2011 grotendeels waren gesloten:
- De spoorlijn Piraeus – Patras, met beginpunt in de omgeving van Athene, liep langs de noordkust van de Peloponnesos. Via deze route werd de regio aangesloten op het Europese spoorwegnet. Sinds mei 2018 wordt alleen het gedeelte van Rio naar het station Agios Andreas in Patras bediend door voorstadstreinen.

- De spoorlijn Patras – Zevgolatio is sinds januari 2011 ook grotendeels buiten dienst. Een reactivering naar Pirgos zal plaatsvinden met gebruik van regionalisatiefondsen. Op 6 mei 2019 vonden de eerste testritten plaats op de meterspoorlijn Patras – Kato Achaia (21 kilometer lang),[8] het verkeer begon in februari 2020.[9] De spoorlijn Patras – Zevgolatio heeft de volgende zijlijnen:
  - Kavassila – Kyllini en Vartholomio – Loutra werd in 1891 gebouwd in opdracht van de Peloponnesos-spoorwegen. De sectie Vartholomio – Loutra Kyllinis werd in 1969 gesloten en de sectie Kavasila – Kyllini in 1985.
  - Pyrgos – Katakolo (nog steeds in bedrijf),
  - Alfios– Olympia (nog steeds in bedrijf) en
  - Kalonero – Kyparissia

- Spoorweg Korinthe – Kalamata, een uitgebreide bergroute. Het traject Korinthe (nieuw station) – Tripoli was sinds de zomer van 2009 weer in gebruik na volledige renovatie. De vernieuwing van de lijn verder naar Kalamata werd eind 2009 voltooid, maar werd nooit heropend. Sinds januari 2011 is de gehele lijn buiten dienst.
  - Argos – Nafplio. Deze zijlijn in de Argolis werd in de jaren zestig gesloten, maar in 2005 na een grondige renovatie heropend met een nieuw eindpunt in de haven van Náfplio. Deze is ook buiten dienst sinds januari 2011.
  - Lefkro – Megalopolis
  - De verbinding Kalamata – Messini rijdt sinds de zomer van 2008 elk uur als "S-Bahn". Deze voorstadsspoorlijn werd aangevuld met de lijn Kalamata – Asprochoma – TEI (een technische school en een nieuw ziekenhuis). Ook dit verkeer is in 2011 stopgezet. In 2014 en 2015 werd ter gelegenheid van het volksfeest in Messini enkele dagen spoorvervoer aangeboden.

- Een ander meterspoornetwerk was de Northwest Railway, de Kryoneri – Agrinio-spoorlijn, die via een traject naar Patras over de Golf van Korinthe was verbonden met het meterspoornetwerk van de Peloponnesos. Het werd stilgelegd in 1971.

- De spoorlijn Athene – Lavrio (Attica Railway) werd tussen 1883 en 1885 in gebruik genomen door de Attic Railways (Sidirodromi Attiki), die in 1930 werd overgenomen door SPAP. In 1931 is dit aangesloten op hun eigen netwerk, de Peloponnesos Spoorwegen, in Agioi Anargyroi. Sindsdien komt Lavrio uit Piraeus. Het gedeelte Omonoia – Kifisia werd in 1938 gesloten, in 1957 uitgebreid tot dubbelspoor verbouwd naar normaalspoor en geëlektrificeerd; het bestaat nog steeds in deze vorm als onderdeel van lijn 1 van de metro van Athene. Het gedeelte van Agioi Anargyroi tot Lavrio werd in 1957 gesloten. Het was de bedoeling om het in 2012 te openen met een nieuwe route in normaalspoor. Dit is tot op de dag van vandaag echter niet gebeurd, hoewel de aftakkingen al waren geïnstalleerd toen de nieuwe lijn naar de luchthaven werd aangelegd. Een klein deel van de oude smalspoorlijn wordt af en toe gebruikt als museumlijn. In de voormalige treinstations van Lavrio en Markopoulo staan spoorvoertuigen, maar in 2015 verkeerden ze in erbarmelijke staat.
  - Lavrio – Agios Konstantinos. Een goederentrein reed van de ertssmelterijen in Lavrio naar de mijnen in Agios Konstantinos, zo'n vijf kilometer verderop. Vanwege het grote hoogteverschil was de route met grote lussen aangelegd, zodat hij hemelsbreed ongeveer twee keer zo lang was. Een groot deel van de route, inclusief de tunnel bij Agios Konstantinos, is nog steeds toegankelijk. Alleen bij de hoge schoorsteen van Lavrio werd de lijn over zo'n 300 meter onder een vuilnisbelt begraven.

- De spoorlijn Paleofarsalos – Volos bestaat nog steeds, maar is niet meer in lijndienst. Museumtreinen rijden af en toe tussen de stations van Velestino en Aerino.

### Andere smalspoorlijnen
- De Pilion-spoorweg (600 mm). De 28 km lange lijn werd door de Thessalische Spoorwegen in gebruik genomen van Volos naar Ano Lechonia en in 1903 van Ano Lechonia naar Milies. Tot 1933 reed een stoomtram op de sporen van het treinstation van Volos naar de buitenwijk Anavros. In 1971 werd de hele route stilgelegd; sinds 1996 vinden er museumritten plaats op het traject Ano Lechonia – Milies en sinds 2004 ook op het traject Anavros – Agria.

- De spoorlijn Diakopto – Kalavryta (750 mm) werd gebouwd als een gemengde adhesie- en tandwielaandrijving met een spoorwijdte van 750 mm. De lijn doorkruist de Vouraikos-kloof, is een toeristische attractie, maar heeft tegenwoordig geen betekenis meer voor het vervoer.

## Andere activiteiten

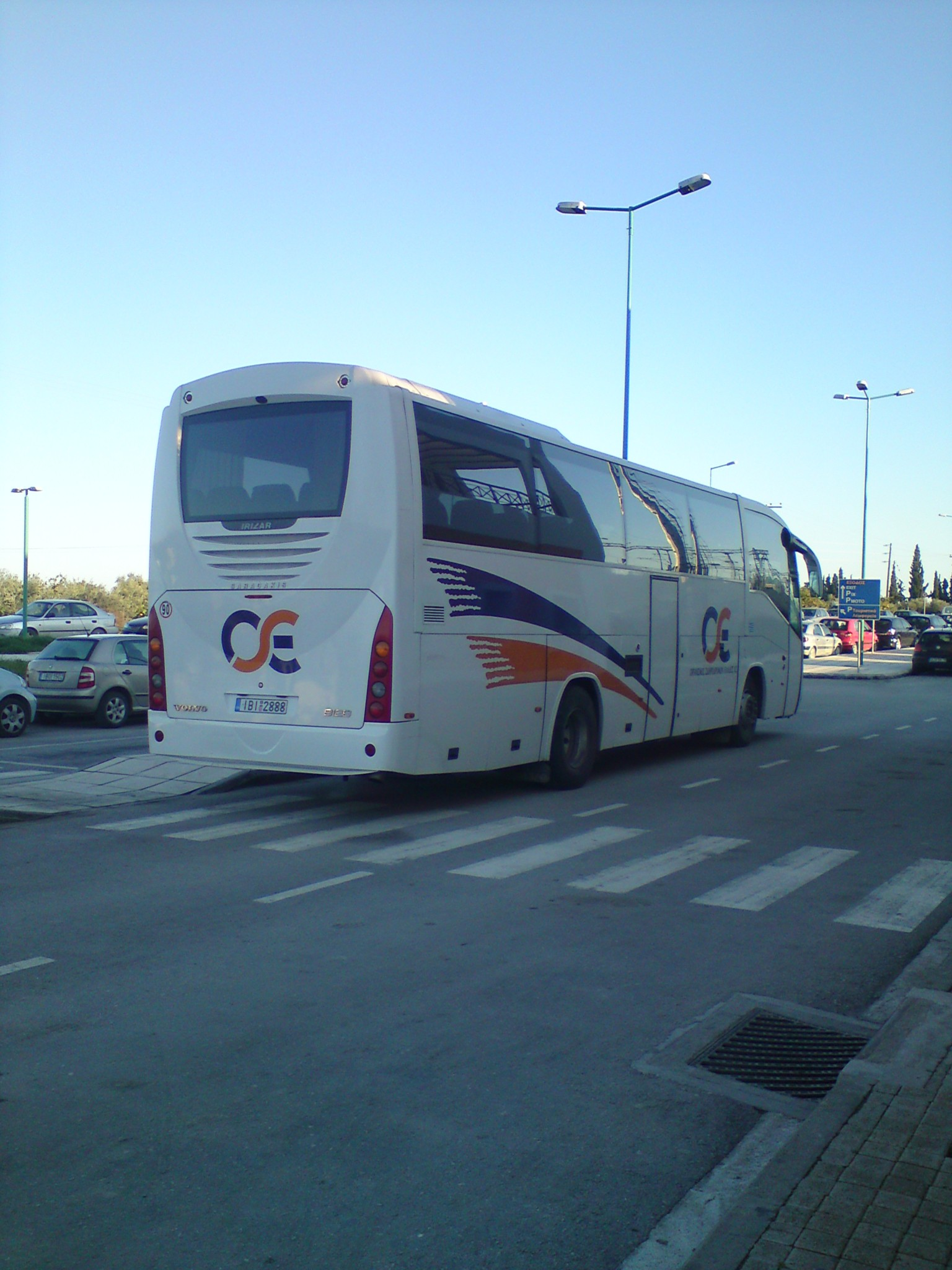
Bus van de OSE

Hoewel de OSE geen buslijnen exploiteert, onderhoudt het wel een wagenpark dat wordt gebruikt voor spoorvervangingsdiensten en ook wordt gebruikt als onderdeel van pakketaanbiedingen (bijv. reizen naar bezienswaardigheden).
Het Spoorwegmuseum van Athene is sinds 1978 gevestigd in Sepolia en wordt onderhouden door de OSE.